# Эркенбрехтсвайлер
Эркенбрехтсвайлер (нем. Erkenbrechtsweiler) — община в Германии, в земле Баден-Вюртемберг. 
Подчиняется административному округу Штутгарт. Входит в состав района Эслинген.  Население составляет 2102 человека (на 31 декабря 2010 года). Занимает площадь 6,93 км².